# Мультипликационный Крокодил № 4. На чистую воду
«Мультипликацио́нный Крокоди́л № 4. На чи́стую во́ду» — короткометражный мультипликационный фильм 1961 года. Очередной выпуск сатирического мультипликационного журнала, посвящённый проблеме загрязнения окружающей среды.

## Сюжет
Директор фабрики Бульбу́лькин не только регулярно занимается браконьерством, но и отравляет реку, сбрасывая в неё отходы производства.
Доведённые до отчаяния обитатели реки, посылают сигнал бедствия: «Спасите наши души!» Приняв сигнал, Крокодил спешит на помощь: «Рыбы терпят бедствие — дело серьёзное! Считаю, что этому надо посвятить специальный номер киножурнала и назвать его… „На чистую воду“».
По совету Крокодила подводные жители затягивают Бульбулькина на дно реки и заставляют предстать перед судом.
Выслушав свидетельские показания рыб, потерявших здоровье по вине нерадивого директора, Крокодил решает превратить его в подводного обитателя, чтобы он на собственном опыте испытал последствия своей деятельности.
Вильнув появившимся у него пышным рыбьим хвостом, упитанный и не расстающийся со своим директорским портфелем Бульбулькин начинает подводную жизнь, которая заставит его пережить ряд очень неприятных моментов.

## Создатели
| Авторы сценария           | Лев Аркадьев, В. и А. Днепровы |
| Режиссёр                  | Дмитрий Бабиченко |
| Художники-постановщики    | Пётр Репкин, В. Соболев |
| Художники-мультипликаторы | Владимир Арбеков, Валентин Караваев, Майя Бузинова, Кирилл Малянтович, Иосиф Доукша, Владимир Пекарь, Владимир Зарубин, Игорь Подгорский, Владимир Попов |
| Художник-декоратор        | Д. Данилов |
| Композитор                | Никита Богословский |
| Оператор                  | Е. Петрова |
| Звукооператор             | Николай Прилуцкий |
| Ассистенты режиссёра      | Н. Майорова, Н. Орлова |
| Редактор                  | Пётр Фролов |
| Директор картины          | Г. Кругликов |

## Сатирический киножурнал «МуК»
В докладе Георгия Маленкова на XIX съезде КПСС в октябре 1952 года было сказано о значении и задачах советской сатиры:

Неправильно было бы думать, что наша советская действительность не даёт материала для сатиры. Нам нужны советские Гоголи и Щедрины, которые огнём сатиры выжгли бы из жизни всё отрицательное, прогнившее, омертвевшее, всё то, что тормозит движение вперёд.
В 1959 году на студии «Союзмультфильм» началась подготовка к выпуску сатирического мультипликационного киножурнала «Мультипликационный Крокодил» (сокращённо — «МуК»), рабочее название — «Дятел».
Главным героем нового мультжурнала, который начал выходить в 1960 году, становится Красный Крокодил — эмблема и символ старейшего советского сатирического журнала «Крокодил». Оживлённый искусством анимации, вооружённый вилами, с неизменной трубкой в зубах, Красный Крокодил ведёт нещадную борьбу (в рамках тем, дозволенных цензурой) с человеческими пороками и негативными явлениями в жизни страны.
Выпуски мультжурнала — короткометражные мультипликационные фильмы, которые, по мнению Рудольфа Славского, можно отнести к жанру кинокомедии малых форм, пользовались у зрителей популярностью:

С интересом встречает наш зритель и злободневные миниатюры, составляющие сатирические выпуски постоянного журнала МуК — мультипликационный «Крокодил».
Работа над мультжурналом продолжалась два года (1960, 1961). За это время было создано шесть выпусков (3 выпуска в год), каждый из которых включает в себя несколько сюжетов. Исключением стал выпуск № 4, состоящий из одного сюжета — «На чистую воду».
В 1962 году журнал был упразднён в связи с организацией Всесоюзного сатирического киножурнала «Фитиль». Материалы, которые готовились для МуКа, стали основой для первых рисованных сюжетов известнейшего советского киножурнала «Фитиль», пришедшего на смену «Мультипликационному Крокодилу».